# Masters de Montecarlo 2002
El Masters de Montecarlo 2002 fue un torneo de tenis masculino jugado sobre tierra batida. Fue la 96.ª edición de este torneo. Se celebró entre el 15 y el 21 de abril de 2002.

## Campeones

### Individuales
Juan Carlos Ferrero vence a  Carlos Moyá, 7–5, 6–3, 6–4.

### Dobles
Jonas Björkman /  Todd Woodbridge vencen a  Paul Haarhuis /  Yevgeny Kafelnikov, 6–3, 3–6, [10–7].